# メアジ
メアジ（目鯵、学名:Selar crumenophthalmus ）はアジ科のメアジ属に属する小型の海水魚である。全世界の熱帯・亜熱帯域に生息し、日本でも南日本でみられる。マアジなど他のアジの仲間と似た体型を持つが、眼が大きいことなどのいくつかの特徴を元に識別される。群れをなして泳ぐ肉食魚で、産卵などの生態についてもよく研究が進んでいる。美味な食用魚であり、分布域中の多くの国で漁業や釣りの対象として重要である。

## 分類と名称
スズキ目アジ科のメアジ属(Selar )に分類される。初記載は1793年、ドイツの博物学者マルクス・エリエゼル・ブロッホによるもので、この時はScomber crumenophthalmusという学名を与えられ、現在のサバ属(Scomber )に分類されている。その後も多くの研究者による属の移動や再記載を経たことで多数のシノニムが存在している（分類表を参照）。
学名のうち、属名のSelar はバタヴィアにおける本種の呼称に由来する。種小名のcrumenophthalmus はラテン語で財布や現金を表すcrumena と、ギリシャ語で眼を表すophthalmos からなる混成名で、詳細な由来は不明だが本種の眼に注目した命名である。
日本における地方名として、カメアジ（和歌山県）、ドンバク（和歌山）、トッパクアジ（高知県）、アカアジ（鹿児島県、標準和名のアカアジはムロアジ属のDecapterus akaadsi を指す）などがある。英名はBigeye scadで、標準和名のメアジ（目鯵）と同様大きな眼に注目した呼称である。

## 形態

### 概要
本種はアジ科としては比較的小型の種で、ふつう全長20-30 cm程度である。体は紡錘形で、やや側扁する。眼が著しく大きく、直径が頭の長さの3分の１ほどにもなる。眼はよく発達した脂瞼（透明な瞼状の部分）にそのほとんどが覆われている。側線は前方の曲線部と後方の直走部に分かれて、曲線部の湾曲は緩い。直走部は短く、第2背鰭の第8-9軟条の直下から始まる。直走部にのみ、33-36の稜鱗が存在する。肩帯部には1つの凹みがあり、その上部に肉質の突起がみられ、この突起は鰓蓋を開けると確認できる。背鰭は2つの部分に分かれ、前方の第1背鰭は8棘、第2背鰭は26-28軟条からなる。臀鰭は前方に存在する2本の遊離棘と、23-24軟条からなる。
体の背面は青褐色で、腹面は銀白色である。生きている時には体の側面中央、側線のそばに幅広い黄色縦帯が1本みられる。鰓蓋の上端には小さな黒斑がみられる。

### 類似種との識別
体型のよく似たマアジとは、眼が大きい点や、生時に黄色い縦縞が存在する点、側線の直走部にのみ稜鱗がある点で識別できる。また、同様に体側に黄色縞を持つホソヒラアジとは、本種の方が体高が低いことで識別できる。同属種のテルメアジとは、本種の側線の直走部が短いこと、および直走部上の稜鱗の数を基準に識別できる（「同属種」節を参照）。
本種の仔稚魚はマアジやムロアジ属の仔稚魚と似た体型を持つが、尾部側面の腹側筋隔に沿って黒色の色素胞が存在することからそれらの種と識別できる。色素胞は尾柄部の後方まで存在し、この点も本種の仔稚魚と他の類似種を識別するのに有効である。

## 分布
三大洋（インド洋・太平洋・大西洋）すべての熱帯・亜熱帯海域に広く生息する。インド太平洋では、西はアフリカ東岸から東はラパ島やハワイまで、北は日本から南はニューカレドニアまで生息する。東太平洋ではメキシコからペルーに至る海域でみられ、ガラパゴス諸島にも生息する。西大西洋ではノヴァスコシアからカナダ、バミューダ、メキシコ湾、カリブ海、そしてブラジルのサンパウロ沖まで生息域が広がっている。東大西洋でもカーボベルデからアンゴラ南部までの海域でみられる。
日本においては伊豆諸島、小笠原諸島、琉球列島や南日本で主にみられる。太平洋岸では津軽海峡から屋久島でみられるが、茨城県以北では散発的である。日本海側でも、散発的だが津軽海峡から山口県までの沿岸や佐渡島でみられる。
沿岸部の岩礁やサンゴ礁の中・下層域でよくみられる。水深0-170 mの範囲でみられるが、特に水深2-10 mの浅海でよくみられる。

## 生態

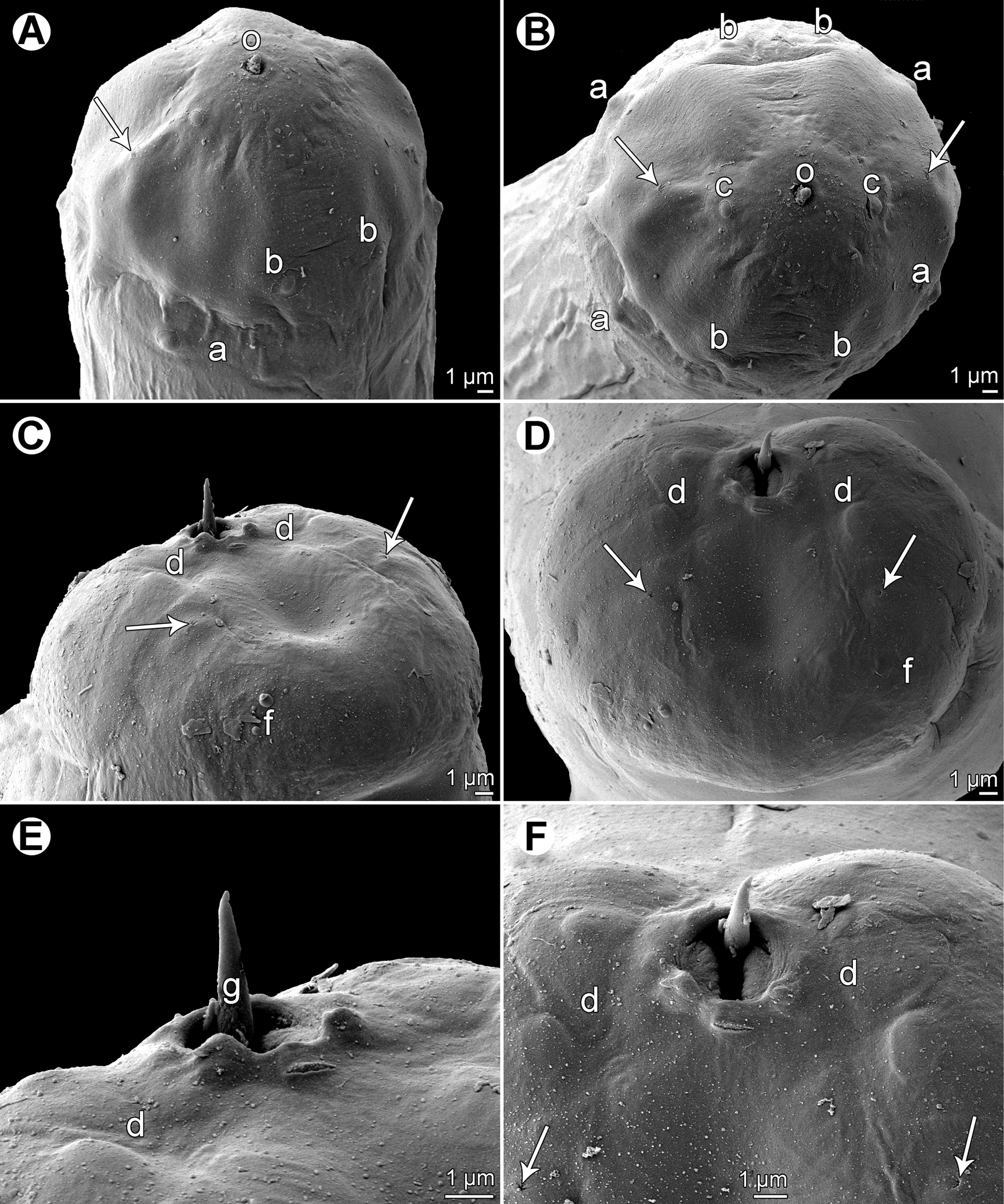
本種の腹腔から発見された新種の寄生虫、Philometra selaris の頭部(A-B)と尾部(C-F) （走査型電子顕微鏡)

全世界に生息し、漁業においても重要な種であることから、本種の生態については様々な角度から研究が行なわれてきた。

### 行動
浅海の中層から下層を大小の群れを作って泳ぐ。最大で数十万匹からなる群れを形成する。成体は沿岸部の岩礁・サンゴ礁や砂底になっている海域と、外洋との間を群れで回遊することが多い。一方で未成魚は未成魚だけで大きな群れを作り、やがて成魚の群れと合流するまでは回遊をせずに浅海に留まるという。
動物プランクトンや小型魚類を捕食する肉食魚である。詳しい食性は成長にしたがって変化し、レユニオン島で行なわれた胃の内容物を調べた研究の結果によれば、小型の個体はオキアミやエビ、カニを主に捕食し、より大型の個体では魚類の仔魚や稚魚を主に捕食していた。この研究では、夜に採捕した個体よりも昼に採捕した個体で胃の中身が空のことが多かった。このことから、本種が夜間に盛んに捕食を行っていることが示唆された。本種が持つ大きな眼はこうした夜の暗闇の中での捕食行動のための適応である可能性がある。また生息環境によっても食性は変化し、沖合では浮遊性の甲殻類や小魚を主に捕食するのに対し、沿岸部や内湾では小型のエビ類を主に捕食する。日中には時として非常に高密度の群れを形成するが、夜間に捕食を行う際は各個体がある程度散り散りになる。
本種は大型魚にとっては重要な獲物であり、マグロ、カジキ、シイラ、カマスサワラ、ツムブリなどが本種を捕食することが知られている。アメリカ東海岸では、西太平洋から持ち込まれた外来種のハナミノカサゴが本種を捕食していることが報告されている。
小笠原諸島母島では少なくとも1999年と2001年の2度、本種の大量死現象が確認されている。2001年における大量死では4,000匹から5,000匹の死亡が確認され、海水の低酸素状態などによる酸素欠乏がその直接的原因であったと推測された。

### 生活史
マリアナ諸島において行なわれた研究によれば野生下の本種の寿命は最大で2.5年ほどである。フィリピンで行なわれた研究でもそれと矛盾しない結果が得られている。ただし実際には捕食等で死ぬ個体も多いため、生後1年を超えて生存する個体は少ない。フィリピンで行われた研究によれば自然界での本種の成長は早く、生後1年の個体でもすでに尾叉長23 cmに達していたという。
ハワイで行なわれた海水掛け流し式水槽での飼育下における観察によれば、オスは尾叉長19 cm体重81 g、メスは尾叉長25 cm体重220 gほどで性成熟に達するという。ハワイの野生個体は4月から11月に産卵期を迎えるとされるが、前年の産卵期に産まれた尾叉長10 cmほどの幼魚を1月に採捕し飼育を開始したところ、最初の産卵はその年の5月に観察された。その後飼育下での産卵は野生下での観察と同様に12月まで続いた後一旦終了した。しかし、翌年の4月（生後約1.5-2年）からは飼育を終了するまでの2年間、季節を問わず毎月産卵が起こった。野生下でもこのような継続的な産卵が起きている可能性もあるが、先述のように野生下で生後2年を超えて生存する個体は少なく、詳細は不明である。この研究の結果や野生下におけるメスの卵母細胞サイズの観察から、1匹のメスは産卵期の間に複数回の産卵を行っていると考えられている。例えば、同じくハワイで野生個体を対象に行なわれた研究では、成熟したメスは3日に1回のペースで産卵を行い、一回に約100,000個の卵を産むと推定された。東シナ海では産卵期は5-6月で、水温26-28℃の地点で産卵を行う。卵は浮性卵で、直径は600 μmほどである。産卵後約24時間で孵化が起きる。仔稚魚の成長過程についても飼育下での研究により、詳しく記載されている。

### 寄生虫
様々な生物が本種に寄生することが知られ、これまでに寄生が報告された生物として、吸虫、線虫、条虫、鉤頭動物、カイアシ類、等脚類、菌類そしてミクソゾアが挙げられる。2014年には本種の腹腔からPhilometra 属に属する寄生性線虫の新種が発見され、本種の属名にちなんでPhilometra selaris と命名された。

## 人間との関係

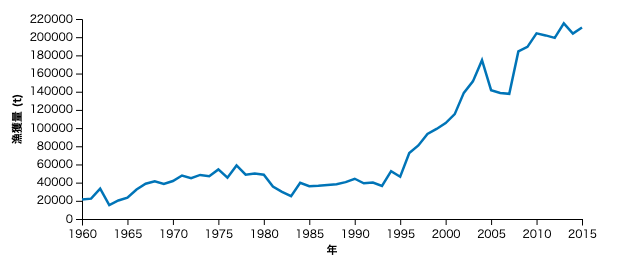
FAOによる、世界における本種の年間漁獲量の統計

生息域の全域で漁業の対象として重要な種である。延縄や、地引網、トロール網などによって全世界で少なくとも年間100,000 t以上漁獲され、FAOの調査によれば漁獲量は1990年代以降増加傾向にある（右図参照）。フィリピンでは本種は安価なタンパク源として重宝され、海水から漁獲される主要な魚種のうち、本種が漁獲高にして5%を占めるという。特に、大陸棚を持たず、ニシンの仲間など他の浮魚の生息数が多くない離島では、本種は特に重要な漁獲対象になる。例えば、レユニオン島では本種の漁獲量が年間100 tを超え、小型の浮魚の中では最も重要な漁獲対象である。ハワイでは本種は"Akule"という名で呼ばれ、やはり重要な漁獲対象であり、毎年100 tを越す量が商業的に漁獲される。日本においては漁獲量はあまり多くないが、沖縄では秋に多量に漁獲されることがある。相模湾では体長20 cm前後のものが定置網などで漁獲される。
2010年代以降、モルディブやインドでは、本種が軽度な乱獲状態にあることが報告されている。また、ジャマイカでは1970年代の時点では本種が豊富に生息していたが、2002年の時点では生息数が減り生息地もまばらになったことが報告されている。このようにいくつかの地域では個体数の減少が懸念されているものの、全世界的には個体数は安定しているとして、2015年時点でIUCNは本種の保全状態を絶滅の可能性が低い「低危険種」(LC)と評価している。
趣味釣りの対象として、また、大型魚を釣る際の餌としても一般的である。小笠原諸島においては本種は漁業の対象としてはそれほど重要ではない一方で、趣味釣りの対象としては非常に人気が高い。沖縄では、カツオ一本釣り用の生き餌として体長3-7 cm程度の幼魚が大量に漁獲されている。西大西洋の国々ではカジキ釣りの餌として人気が高い。ハワイでは、娯楽目的の本種の漁獲量が年間300 tを越すという。
漁獲された本種は鮮魚、あるいは干物の状態で流通し、食用に供される。かなり美味な魚であり、マアジに次いで美味とも言われる。利用法もマアジに準じ、日本では塩焼き、煮付け、干物などにして食される。マアジよりも身が柔らかく脂が少ない特徴から、フライや唐揚げといった料理にも適している。日本では、開いた状態の本種がアジフライの原料としてタイなどから輸入されている。

## 同属種

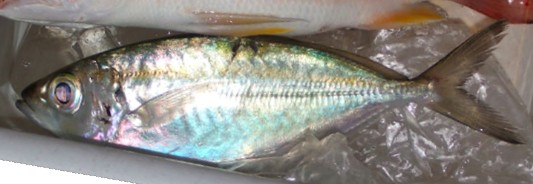
テルメアジ Selar boops
（オーストラリア・クイーンズランド）

メアジ属 Selar (Bleeker, 1833)には本種を含めて、2種のみがみとめられている。
テルメアジ Selar boops (Cuvier, 1833)
西太平洋の熱帯・亜熱帯域に生息し、尾叉長25 cmに達する。側線の直走部が曲線部よりも長いこと、および側線の直走部に存在する稜鱗が約45であることからメアジと区別される。日本からは宮崎県日向灘から得られた個体に基づき2011年に初報告され、体側面の縦縞が金箔のように光り輝くことに基づき和名が提唱された。漁獲された個体がいずれも若魚であり、漁獲された時期も夏から初冬に限定されていることから、宮崎県で採集されたのは死滅回遊個体だと推測されている。